# Emily Dickinson
Emily Elizabeth Dickinson (Amherst, 10 dicembre 1830 – Amherst, 15 maggio 1886) è stata una poetessa statunitense, considerata tra i maggiori lirici moderni.

## Biografia

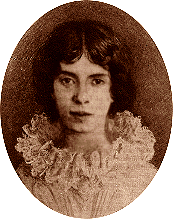
Ritratto rielaborato

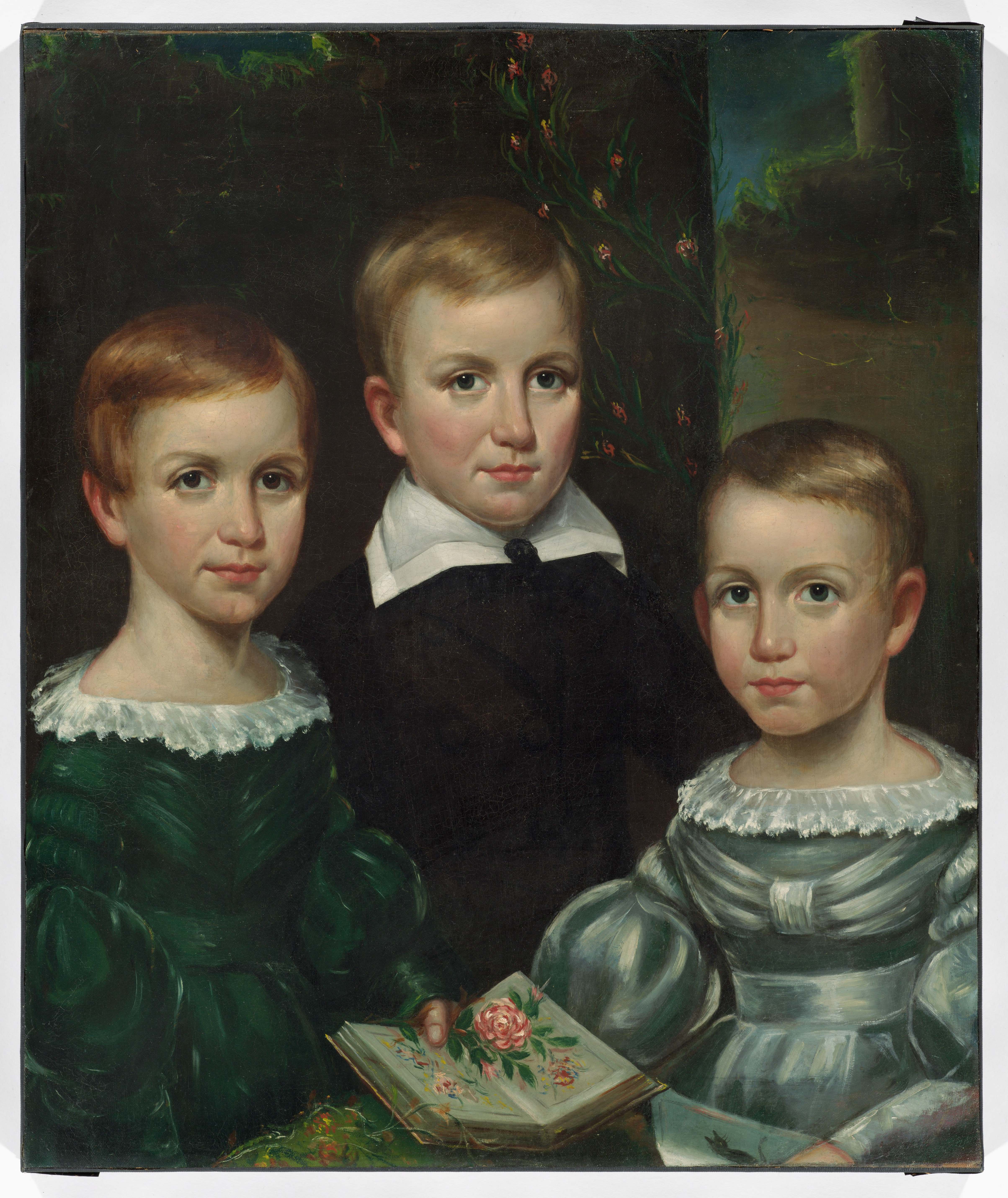
Ritratto di famiglia dei fratelli Dickinson (Emily alla sinistra)

Nacque nel 1830 ad Amherst da Edward Dickinson ed Emily Norcross, in una famiglia borghese di tradizioni puritane. I Dickinson erano conosciuti per il sostegno fornito alle istituzioni scolastiche locali. Suo nonno, Samuel Fowler Dickinson, fu uno dei fondatori dell'Amherst College, mentre il padre ricoprì la funzione di legale e tesoriere dell'Istituto; inoltre ebbe importanti incarichi presso il Tribunale Generale del Massachusetts, il Senato dello Stato e la Camera dei rappresentanti degli Stati Uniti.
Gli studi di Dickinson non furono regolari e le sue amicizie furono scarse. Durante gli anni delle scuole superiori decise, di sua spontanea volontà, di non professarsi pubblicamente cristiana, come invece prevedeva la consuetudine dei crescenti revival religiosi dell'epoca, che, nei decenni 1840-50, si diffuse rapidamente nella regione occidentale del Massachusetts. Il padre decise di farle abbandonare il College femminile di Mount Holyoke per evitarle problemi di salute. Oltre al fatto che non le permise di continuare gli studi nella sua scuola, Dickinson racconta: "Mio padre è troppo impegnato con le difese giudiziarie per accorgersi di cosa facciamo. Mi compra molti libri ma mi prega di non leggerli perché ha paura che scuotano la mente".
Emily Dickinson scoprì il proprio interesse poetico proprio durante il periodo di revival religioso. Uno dei suoi biografi ha affermato che concepì l'idea di diventare poetessa avendo come riferimento - in termini biblici - la lotta di Giacobbe con l'angelo (raffigurante Dio):

La sua religiosità è particolare e personale, a volte conflittuale e pessimista, come si nota nella lirica Apparently with No Surprise, in cui Dio e il problema del male, presente nel mondo e nella Natura, non riescono a essere conciliati.
(trad. G. Ierolli)
Emily Dickinson trascorse la maggior parte della propria vita nella casa dove era nata con rari intermezzi costituiti da visite ai parenti di Boston, di Cambridge e nel Connecticut. La giovane donna amava la natura, ma era ossessionata dalla morte. A partire dal 1865 iniziò a vestirsi solo di bianco, in segno di purezza, rifiutando il matrimonio.

### Relazione con Susan Gilbert

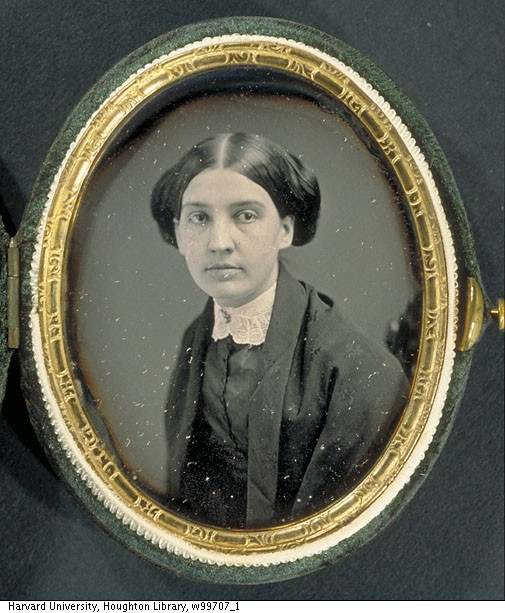
Susan Gilbert Dickinson

Durante gli anni 1850 la relazione più forte e più affettuosa di Emily Dickinson fu con Susan Gilbert: in tutta la sua vita le ha inviato oltre trecento lettere, più che a qualsiasi altro corrispondente, nel corso della loro relazione. Susan era favorevole alle poesie di Dickinson, e in alcune di queste lettere vengono descritte le loro notti romantiche assieme. La loro relazione era così importante che Susan sposò il fratello di Emily, per poter affermare di avere il suo cognome. In una lettera del 1882 a Susan, Emily Dickinson disse: "Con l'eccezione di Shakespeare, tu mi hai donato più conoscenza di qualsiasi altro essere vivente".
Emily Dickinson ha spesso descritto il suo amore per Sue Gilbert come romantico. Nelle sue lettere, Emily ha paragonato il suo amore per Susan all'amore di Dante per Beatrice, a quello di Jonathan Swift per Stella e a quello di Mirabeau per Sophie de Ruffey. Inoltre, Emily ha dimostrato interesse per le opinioni di Susan sulla scrittura e la letteratura.

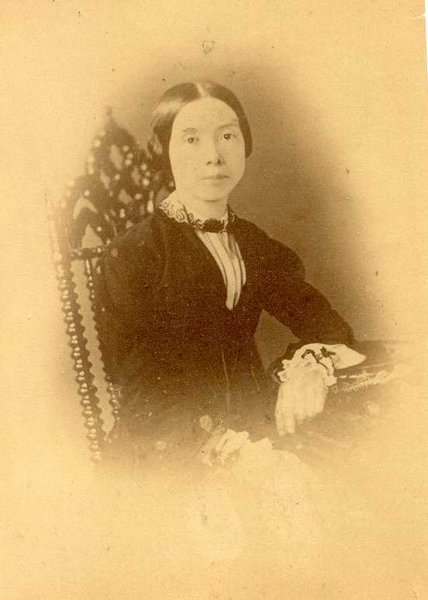
Fotografia del 1850 circa, all'età di venti anni, seconda delle due immagini autenticate e di certa attribuzione

L'importanza della relazione di Dickinson con Susan è stata ridimensionata da Mabel Loomis Todd che ebbe una relazione con Austin Dickinson (fratello di Emily). Nella prima raccolta di poesie dell'autrice, pubblicata nel 1890 da Thomas Wentworth Higginson e Mabel Loomis Todd, esse risultano modificate pesantemente nel contenuto. Un articolo del 1998 del New York Times ha rivelato che nel corso delle molte modifiche apportate al lavoro di Dickinson, il nome "Susan" è stato spesso deliberatamente rimosso. Almeno undici delle poesie romantiche di Dickinson sarebbero state dedicate a Susan Gilbert, anche se tutte le dediche sono state cancellate, presumibilmente da Todd. Altri parlano di circa 276 poesie in totale dedicate alla Gilbert.
Molti studiosi interpretano la relazione tra Emily e Susan come una relazione romantica. In The Emily Dickinson Journal, Lena Koski ha scritto: "Le lettere di Dickinson a Gilbert esprimono forti sentimenti omoerotici" citando molte delle loro lettere, inclusa una del 1852 in cui Dickinson proclama: "Susie, verrai davvero a casa sabato prossimo e sarai di nuovo mia e mi bacerai come facevi?... Spero tanto per te, e mi sento così impaziente per te, sento che non posso aspettare, sento che ora devo averti - che l'attesa di vedere ancora una volta il tuo viso mi fa sentire accaldata e febbricitante, e il mio cuore batte così velocemente..."
Una raccolta completa, e per lo più inalterata, delle sue poesie divenne disponibile per la prima volta quando lo studioso Thomas H. Johnson pubblicò The Poems of Emily Dickinson nel 1955.

### Viaggio a Washington e "ritiro"
Nel 1855 compì un viaggio a Washington e a Philadelphia, dove conobbe il reverendo Charles Wadsworth, del quale si innamorò. Il suo rimase un sentimento platonico (il pastore era già sposato e aveva dei figli) e la Dickinson gli dedicò dei suoi componimenti. 

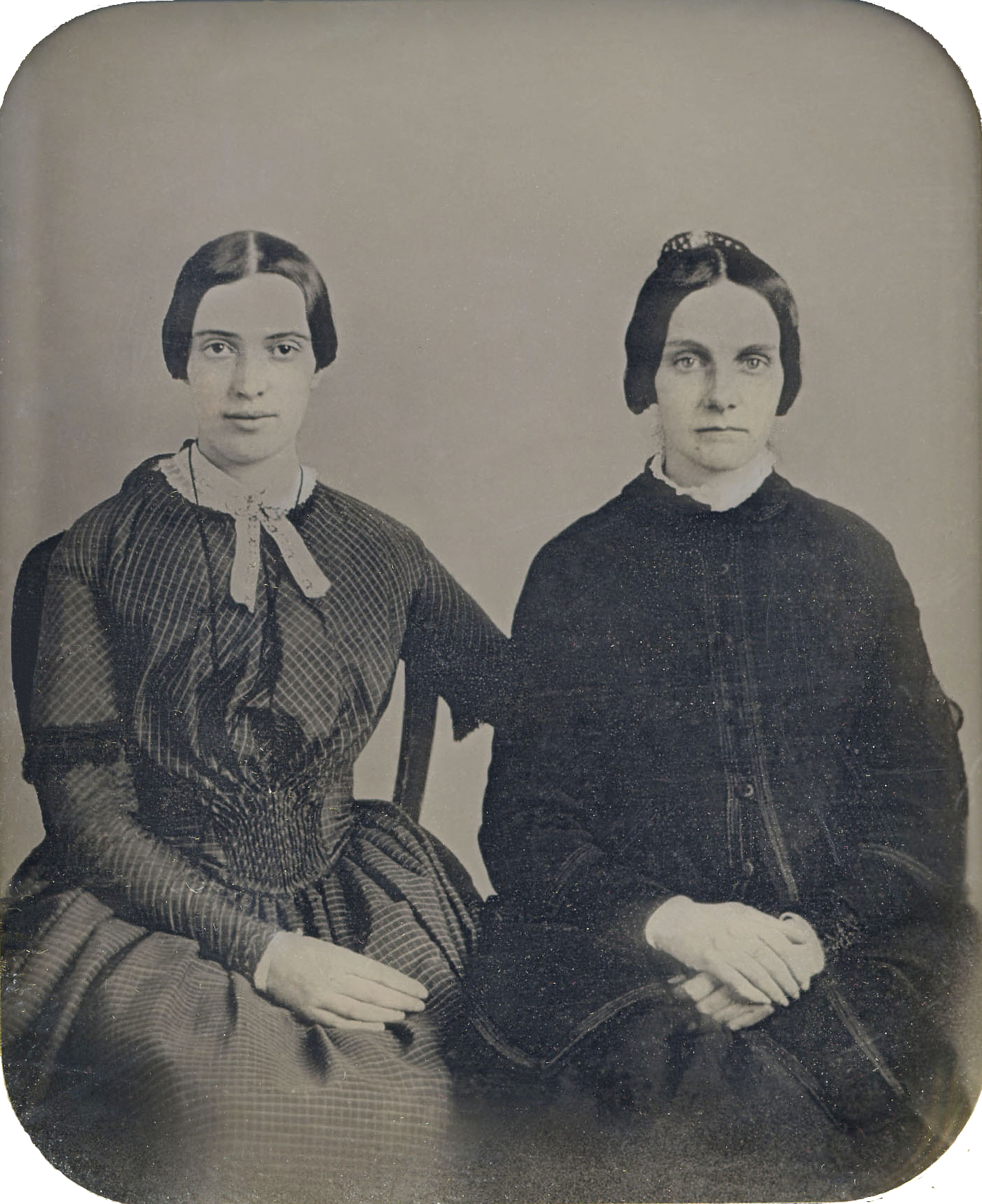
Dagherrotipo (1859 ca.) raffigurante presumibilmente, secondo alcuni studiosi dell'Amherst College, Emily Dickinson (a sinistra) e Kate Scott Turner

Poco dopo il suo breve viaggio a Washington, la poetessa volle difatti estraniarsi dal mondo e si rinchiuse nella propria camera al piano superiore della casa paterna, a parte poche visite in giardino e alla casa adiacente del fratello, vivendo in isolamento, anche a causa del sopravvenire di disturbi nervosi come agorafobia e ansia sociale (non uscì di lì neanche il giorno della morte dei suoi genitori); era afflitta anche da una fastidiosa malattia agli occhi (per cui subì un ricovero in un ospedale di Boston nel 1866), o forse da una forma di epilessia di tipo famigliare: secondo alcuni biografi, come Gordon nel saggio Come un fucile carico, infatti, i vestiti bianchi che metteva venivano usati dagli epilettici per motivi igienici, e fu questa la vera causa della sua "reclusione volontaria". Credeva inoltre che con la fantasia si riuscisse a ottenere tutto e interpretava la solitudine e il rapporto con sé stessa come veicoli per la felicità. Spesso passava il tempo in compagnia dell'amato cane Terranova di nome Carlo (1849-1866).

### Otis Lord e gli ultimi anni
Il secondo amore romantico della Dickinson per un uomo sarà per l'anziano giudice Otis Phillips Lord (1812-1884), un amico del padre defunto nonché assiduo frequentatore di casa Dickinson. Quando lui rimase vedovo nel 1878, a quanto si evince dalle lettere non distrutte, la Dickinson, che aveva allora 48 anni, avrebbe voluto sposarlo (nelle poesie è identificato dal senhal Salem e forse trattasi anche del "Maestro" di tre misteriose missive firmate col nome "Margherita"), ma alla fine dovette rifiutare la proposta di Lord a causa delle tensioni familiari.
Il colpo finale al suo morale fu la morte del suo nipote preferito, Thomas Gilbert Dickinson (1883), colpito dal tifo a soli 8 anni, seguita da quella di Otis Lord per attacco cardiaco l'anno seguente.

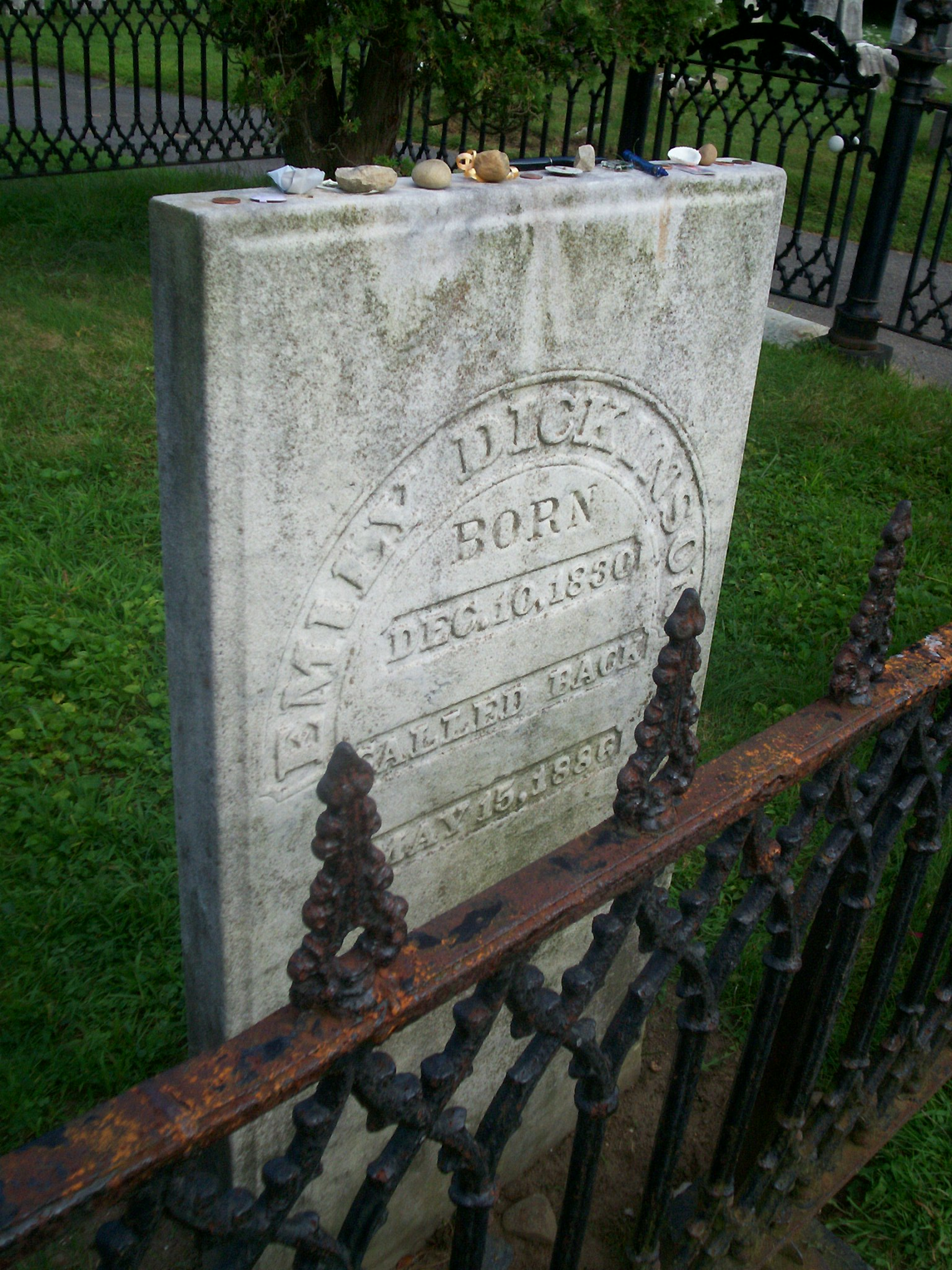
Sepoltura di Emily Dickinson

Emily Dickinson morì di nefrite nello stesso luogo in cui era nata, ad Amherst, nel Massachusetts, il 15 maggio 1886 all'età di 55 anni. Il medico curante attribuì il decesso a "malattia di Bright", che la affliggeva da due anni e mezzo, nome con cui oggi si indica la malattia renale quando sfocia in insufficienza renale cronica. Fu sepolta nel locale cimitero, nel settore di famiglia.
(Mario Praz, in Cronache letterarie anglosassoni: vol. II)

## Scoperta e pubblicazione dell'opera
Al momento della sua morte la sorella Lavinia scoprì nella camera di Emily diverse centinaia di poesie scritte su foglietti, in parte ripiegati e cuciti con ago e filo, tutti contenuti in un raccoglitore. Prima della sua morte erano stati pubblicati solo sette testi, con varie modifiche apportate dagli editori. Nel 1890, per iniziativa della sorella Lavinia, T.W. Higginson e Mabel Loomis Todd, amica e amante del fratello Austin, curarono una prima scelta postuma di 115 Poesie, che ebbe molta fortuna, sicché due altre scelte uscirono nel 1891 e 1896. Dal 1914 al 1924 apparvero altre poesie, edite dalla nipote Martha dopo la morte della madre Susan Gilbert, cognata di Emily, a cui Lavinia le aveva affidate in vista di un'edizione che non ebbe seguito. Diverse poesie furono poi ricavate dalle lettere della Dickinson, nonché dai biglietti che scrisse per accompagnare i doni fatti a parenti e amici. Susan e Mabel Todd e le loro figlie si contesero a lungo l'eredità poetica di Emily.

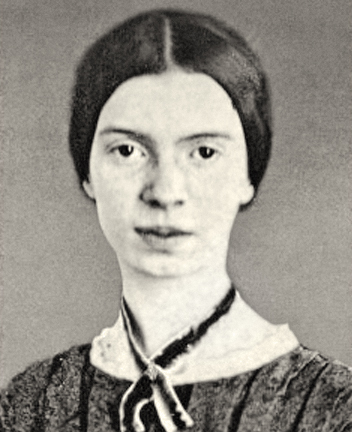
Primo piano del dagherrotipo restaurato, raffigurante l'autrice all'età di 16-17 anni

Nel 1955 Thomas H. Johnson cura la prima edizione critica in tre volumi di tutte le poesie di Emily Dickinson, in ordine cronologico e nella loro forma originale (1 775 poesie). Dal 1998 è disponibile una nuova edizione critica, a cura di Ralph W. Franklin, sempre in tre volumi, con una revisione della cronologia e una nuova numerazione delle poesie (1 789 poesie più otto in appendice).
La poetessa statunitense non ebbe praticamente alcun riconoscimento durante la sua vita (peraltro rimase spesso in solitudine), perché i suoi contemporanei prediligevano un linguaggio maggiormente ricercato e le sue opere, largamente anticipatrici della poesia novecentesca, non risultavano conformi al gusto dell'epoca. La fortuna e quindi il riconoscimento della sua importanza nella letteratura angloamericana, il moltiplicarsi delle sue traduzioni, anche in italiano, e di studi e opere a lei dedicate o ispirate sono fenomeni relativamente recenti, anche se già le prime edizioni postume del 1890-96 furono accolte con favore.
Oggi Emily Dickinson è considerata non solo una delle poetesse più sensibili di tutti i tempi, ma anche una delle più rappresentative.

## Poetica
Il linguaggio di Emily Dickinson è semplice e brillante, sia in poesia, sia in prosa.

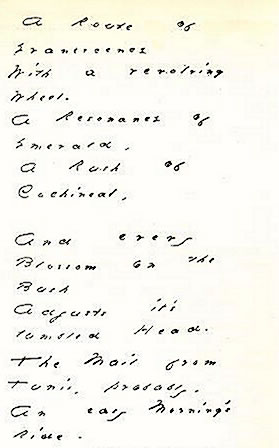
Manoscritto del 1880

Alcune caratteristiche delle sue opere, all'epoca ritenute inusuali, sono ora molto apprezzate dalla critica e considerate aspetti particolari e inconfondibili del suo stile. Le digressioni enfatiche, l'uso poco convenzionale delle maiuscole, le lineette telegrafiche, i ritmi salmodianti, le rime asimmetriche, le voci multiple e le elaborate metafore, occasionalmente anche criptiche, sono diventati marchi di riconoscimento per i lettori che anno dopo anno l'hanno apprezzata e tradotta.
L'opera poetica di Dickinson è incentrata sui temi della natura, dell'amore e della morte, e sulla riflessione sul senso della vita. Nell'insieme, le sue liriche racchiudono una profonda angoscia esistenziale espressa con magistrale limpidezza di linguaggio.
Gran parte della sua produzione poetica riflette e coglie non solo i piccoli momenti di vita quotidiana, ma anche i temi e le battaglie più importanti che coinvolgevano il resto della società. Per esempio, più della metà delle sue poesie fu scritta durante gli anni della guerra di secessione americana.
Il suo amore per la natura (per la neve, gli alberi, l'acqua, gli uccelli) traspare in tutte le sue poesie. 
non avrò vissuto invano / Se allevierò il dolore di una vita / o guarirò una pena / o aiuterò un pettirosso caduto
a rientrare nel nido / non avrò vissuto invano.»
Altro tema molto ricorrente è la morte, per esempio in Tie the Strings to my Life, My Lord (Annoda i lacci alla mia vita, Signore): 
Addio alla Vita che ho vissuto -

E al Mondo che ho conosciuto -

E Bacia le Colline, per me, basta una volta -

Ora - sono pronta ad andare.»
O nella lirica n. 449, in cui si nota anche una dichiarazione di poetica che ricorda la concezione di John Keats:
composta nella tomba

che un altro, morto per la verità,

fu disteso nello spazio accanto.

Mi chiese sottovoce perché ero morta

gli risposi "Per la Bellezza".

"E io per la Verità, le due cose sono

una sola. Siamo fratelli" disse.»

## Filmografia

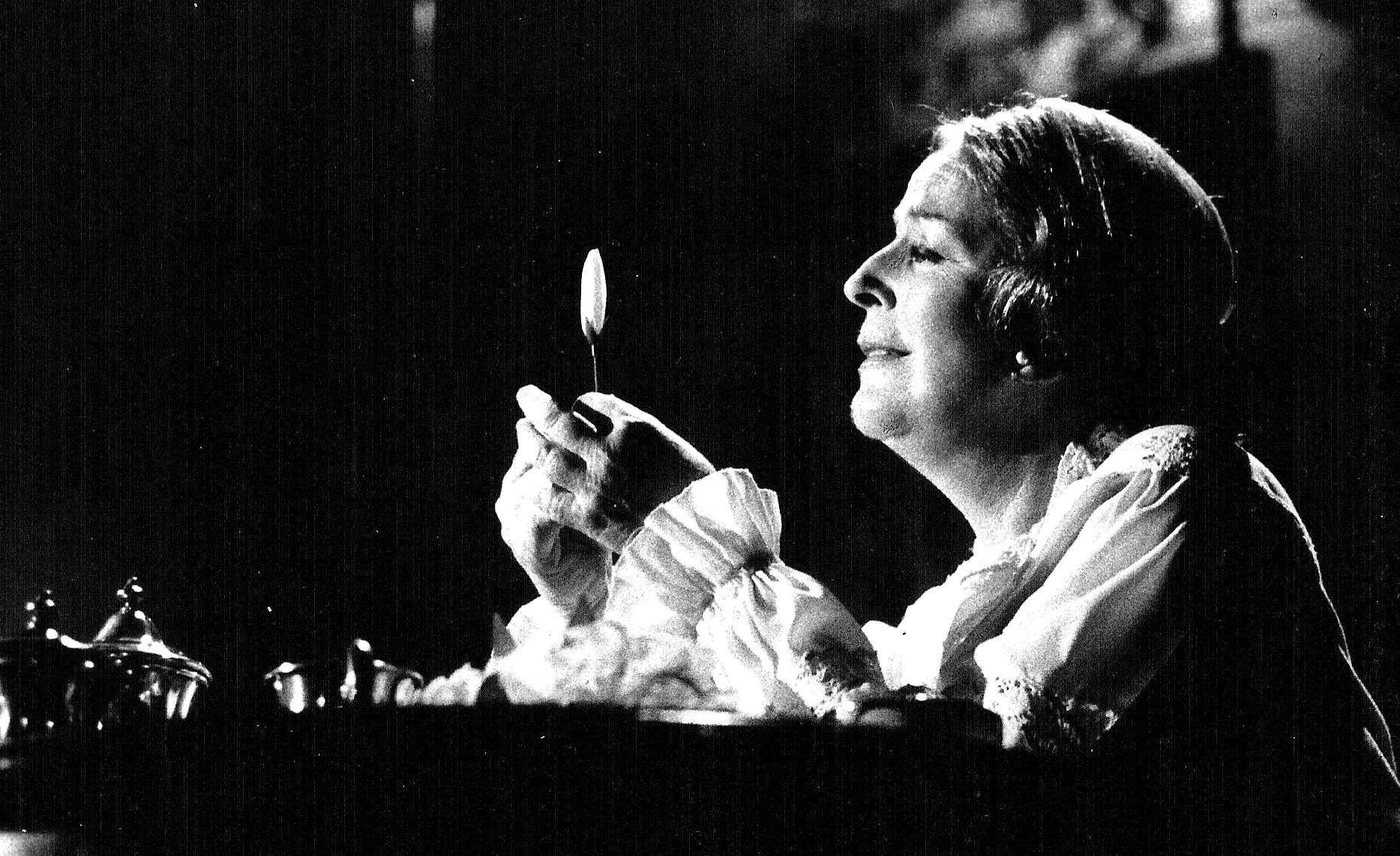
L'attrice China Zorrilla interpreta la Dickinson nel film argentino The Belle of Amherst del 1980

Dalla vita di Emily Dickinson sono stati tratti diverse trasposizioni per il cinema e la televisione:
- A Quiet Passion, biopic del 2016 diretto da Terence Davies.
- Wild Nights with Emily, commedia romantica del 2018 diretta da Madeleine Olnek.
- Dickinson, serie televisiva del 2020 creata da Alena Smith.

## Cultura di massa
- Emily Dickinson è una delle donne omaggiate nell'installazione artistica The Dinner Party di Judy Chicago.
- L'anima sceglie i propri compagni (1996), racconto di Connie Willis.
- Il romanzo Lulù Delacroix (2010) di Isabella Santacroce è dedicato a Emily Dickinson, che è anche un personaggio del libro, una sorta di fiaba gotica.

## Edizioni italiane
- Poesie di E.D., a cura di Margherita Guidacci, Firenze, Cya, 1947; Collana BUR, Milano, Rizzoli, luglio, 1979; Milano, Bompiani, 1995; Collana I Grandi Classici della Poesia, Milano, Fabbri Editori, 1997; Collana I Classici della Letteratura Straniera, Fabbri Editori, 1997.
- Poesie, a cura di Marta Bini, Milano, Denti, 1949.
- Poesie, trad. e cura di Guido Errante, Collezione Lo specchio, Milano, Mondadori, 1956; 2 voll., Milano, 1959; Parma, Guanda, 1975; Milano, Bompiani, 1978.
- Emily Dickinson, trad. di Dyna McArthur Rebucci, Introduzione di Sergio Perosa, Milano, Nuova Accademia, 1961.
- Poesie e Lettere, a cura di Margherita Guidacci,, Grandi Classici Stranieri n.53, Firenze, Sansoni, 1961; Collana Le Betulle, Sansoni, 1993; in cofanetto, Milano, Bompiani, 1995, ISBN 884524542X.
- Selected Poems and Letters, a cura di Elémire Zolla, Milano, Mursia, 1961.
- Poesie, a cura di Mario Gorini, Trieste, L'Asterisco, 1976.
- Poesie, a cura di Barbara Lanati, Introduzione di Rossana Rossanda, Roma, Savelli, 1977.
- Poesie, trad. e cura di Ginevra Bompiani, Collana paperbacks poeti n.62, Roma, Newton Compton, 1978; La Spezia, Fratelli Melita, 1981.
- Lettere 1845-1886, a cura di Barbara Lanati, Gli struzzi n.264, Torino, Einaudi, 1982; ed. ampliata, Gli struzzi n.409, Einaudi, 1992; Postfazione di Valeria Gennero, Collana UEF. I Classici, Milano, Feltrinelli, 2018, ISBN 978-88-079-0318-2.
- Le stanze d'alabastro. 140 poesie, a cura di Nadia Campana, Collana UEF n.975, Milano, Feltrinelli, 1983; Milano, SE, 2003-2022.
- Silenzi, trad. e cura di Barbara Lanati, Collana Impronte, Milano, Feltrinelli, novembre 1986; ed. riveduta, Collana UEF, Milano, Feltrinelli, 1996.
- Poesie, a cura di Silvio Raffo, Torino, Fògola, 1986.
- Poesie, trad. e cura di Gabriella Sobrino, con 20 disegni di Ugo Attardi, Collana paperbacks poeti, Roma, Newton Compton, aprile 1987.
- Geometrie dell'estasi. Bollettini dall'immortalità, a cura di Silvio Raffo, Collana Lèkythos, Milano, Crocetti, 1988.
- Le più belle poesie, a cura di Silvio Raffo, Collana Le gemme di Poesia n.3, Milano, Crocetti, 1993-1997.
- Dietro la porta, a cura di Luciano Parinetto, Roma, Stampa Alternativa, 1993; Milano, Rusconi, 1999.
- Mie forti madonne, a cura di Adriana Seri, Faenza, Mobydick, 1994.
- Per fare un prato, a cura di Silvio Raffo, Milano, Mursia, 1994.
- Poesie, trad. e cura di Massimo Bacigalupo, Collana Oscar Grandi Classici n.62, Milano, Mondadori, 1995; ediz. riveduta, Mondadori, 2004-2024.
- Poesie, a cura di Margherita Guidacci,, con un'Appendice di poesie tradotte da Ariodante Marianni, Collana I Delfini Classici n.45, Milano, Bompiani, 1995, ISBN 978-88-452-2333-4. [cofanetto con Lettere]
- Lettere, nuova ed., trad. di Margherita Guidacci, postfazione a aggiornamenti bibliografici a cura di Anthony L. Johnson, Collana I Delfini Classici n.46, Milano, Bompiani, 1995. [cofanetto con Poesie]
- Rime imperfette, a cura di Francesco Binni, Roma, Empirìa, 1995.
- La bambina cattiva, a cura di Bianca Tarozzi, Venezia, Marsilio, 1997.
- Una pantera nel guanto, a cura di Adriana Seri, Bagno a Ripoli, Passigli, 1997.
- Tutte le poesie, a cura di Marisa Bulgheroni, revisione complessiva delle traduzioni di Massimo Bacigalupo, Collana I Meridiani, Milano, Mondadori, 1997, ISBN 978-88-043-5669-1. (traduzioni di: Silvio Raffo, 1174 poesie; Margherita Guidacci, 392 poesie; Massimo Bacigalupo, 185 poesie; Nadia Campana, 27 poesie; con traduzioni d'autore di Cristina Campo, Eugenio Montale, Giovanni Giudici, Mario Luzi, Amelia Rosselli, Annalisa Cima)
- Poesie, trad. di Alessandro Quattrone, Bussolengo, Demetra, 2000, ISBN 978-88-440-1618-0; Introduzione di Franco Buffoni, Collana Passepartout, Firenze, Giunti Demetra, 2019, ISBN 978-88-440-5077-1; Firenze, Giunti Barbéra, 2024, ISBN 978-88-099-2057-6.
- Buongiorno, notte, trad. e cura di Nicola Gardini, Collana Lèkythos n.31, Milano, Crocetti, 2001, ISBN 978-88-830-6036-6.
- Poesie, trad. di Rina Sara Virgillito, Milano, Garzanti, 2002.
- Sillabe di seta, trad. e cura di Barbara Lanati, Milano, Feltrinelli, marzo 2004.
- Poesie d'amore, Introduzione di Massimo Bacigalupo, traduzioni di Margherita Guidacci e Ariodante Marianni, Milano, Bompiani, 2004, edizione riveduta e accresciuta, 2025.
- Il tramonto in una tazza, a cura di Bruna dell'Agnese, Milano, Baldini Castoldi Dalai, 2005.
- Poesie religiose, a cura di Diego Cappelli Millosevich e Alessandro Paronuzzi, Milano, Ancora, 2006.
- Nel giardino della mente. 24 liriche interpretate su CD, voce di Paola Della Pasqua, Parma, Delta Editrice, 2006.
- La Sposa del Terrore, a cura di Silvio Raffo, Book Editore, 2009.
- Sillabe del mattino, trad. di Roberto Malini, audiolibro con 32 poesie lette da Aurora Cancian, Collana Palco, Librivivi, 2009.
- Un fiore o un libro, trad. di Roberto Malini, audiolibro con 32 poesie lette da Aurora Cancian, Collana Palco, Librivivi, 2009.
- Rosso, purpureo, scarlatto, versioni a cura di Anna Cascella Luciani, Brescia, Edizioni L'Obliquo, 2011. [300 esemplari ultimati dalla Tipografia Grafiche Artigianelli, 100 dei quali contengono, fuori testo, un'opera di Ettore Spalletti]
- Centoquattro poesie, a cura di Silvia Bre, Collezione di poesia, Torino, Einaudi, 2011, ISBN 978-88-061-9878-7.
- Poesie, traduzione di Silvia Mondardini, Santarcangelo di Romagna, Rusconi, 2012.
- Un vulcano silenzioso, la vita. Lettere di un genio pudico, traduzione e cura di Marco Federici Solari, Roma, L'Orma, 2013, ISBN 978-88-980-3813-8.
- Un Fiore o un Libro, 63 poesie di E. Dickinson, audiolibro in cofanetto, traduzione e cura di Roberto Malini, letto da Aurora Cancian Adriano Salani Editore / LibriVivi, 2013.
- Uno zero più ampio. Altre cento poesie, a cura di Silvia Bre, Collezione di poesia, Torino, Einaudi, 2013, ISBN 978-88-062-1386-2.
- Morii per la Bellezza, a cura di Silvio Raffo, Biblioteca del Vascello, Roma, Robin, 2014, ISBN 978-88-674-0430-8.
- Lettere d'amore, trad. e cura di Giuseppe Ierolli, Collana Le silerchie n.1, Milano, Il Saggiatore, 2014, ISBN 978-88-428-2026-0; Collana La piccola cultura n.1139, Milano, Il Saggiatore, 2018, ISBN 978-88-428-2446-6.
- Poesie sulle buste, a cura di Fernando Di Mieri, Ripostes, 2016, ISBN 978-88-969-3364-0.
- Buste di poesia, traduzione di Nadia Fusini, Collana Lettere, Milano, Archinto, 2017, ISBN 978-88-776-8717-3. - Collana La Cultura, Milano, Il Saggiatore, 2023, ISBN 978-88-428-3330-7.
- Il cuore in libertà, trad. e cura di Nicola Gardini, Collana Poesie per giovani innamorati, Milano, Salani, 2017, ISBN 978-88-691-8998-2.
- Questa parola fidata, a cura di Silvia Bre, Collezione di poesia, Torino, Einaudi, 2019, ISBN 978-88-062-3270-2.
- Tu fammi un disegno del sole, trad. e cura di Vincenzo Ostuni, Collana Poesie, Milano, Salani, 2019, ISBN 978-88-333-1162-3. - ed. ampliata (100 poesie) col titolo Verso te scorre il mio fiume, Milano, Salani, 2024, ISBN 979-12-558-2032-1.
- Poesie, a cura di Silvia Bre, Introduzione di Sara De Simone, Collana ET Poesia, Torino, Einaudi, 2023, ISBN 978-88-062-5869-6. [edizione nuovamente riveduta delle oltre 350 poesie uscite nelle precedenti sillogi Centoquattro poesie, Uno zero più ampio, Questa parola fidata]
- Come un ospite che arriva all'improvviso. Ottantaquattro poesie nella libera versione di Renato Solmi, ediz. critica, postfazione di Luca Lenzini, Collana Storie n.20, Macerata, Quodlibet, 2023, ISBN 978-88-229-2112-3.
- Le più belle poesie di Emily Dickinson, trad. di Barbara Lanati, a cura di Vivian Lamarque, Milano, Crocetti, 2024, ISBN 978-88-830-6432-6. [contiene i testi delle raccolte Silenzi e Sillabe di seta, usciti entrambi per Feltrinelli]